# Ain’t Nobody
Az Ain’t Nobody Monica amerikai énekesnő egyik dala, a Bölcsek kövére című film betétdala. Dupla A oldalas kislemezként jelent meg a Why I Love You So Much című Monica-számmal. Az USA-ban ez lett Monica negyedik listavezető kislemeze a Billboard Hot 100 slágerlistán, a 9. helyre került. A Hot R&B/Hip-Hop Singles & Tracks slágerlistán a 3. helyet érte el. Az USA-ban aranylemez. A dalban közreműködik Treach a Naughty by Nature-ből.

## Videóklip
Az Ain’t Nobody videóklipjét David Nelson rendezte, aki dolgozott már együtt Donell Jonesszal, Da Brattal, Tupac Shakurral, R. Kellyvel és Nicole Wrayjel is. A klipet a New York-i Staten Islanden forgatták, de kerültek bele jelenetek a Bölcsek kövéréből is.

## Számlista
CD kislemez (USA)
1. Why I Love You So Much (Album Version) – 4:30
2. Ain’t Nobody (Main Mix) – 4:49
3. Why I Love You So Much (SoulPower Remix) – 4:30

CD maxi kislemez (USA)
1. Why I Love You So Much (Album Version) – 4:30
2. Why I Love You So Much (SoulPower Remix) – 4:30
3. Ain’t Nobody (Main Mix) – 4:49
4. Ain’t Nobody (No Rap) – 4:49
5. Ain’t Nobody (Quiet Storm Mix) – 4:50

12" maxi kislemez (USA)
1. Why I Love You So Much (Album Version) – 4:30
2. Why I Love You So Much (Soul Power Remix) – 4:30
3. Ain’t Nobody (Main Mix) – 4:49
4. Ain’t Nobody (Instrumental) – 4:49
5. Ain’t Nobody (A cappella) – 4:46

## Helyezések
| Slágerlista (1996)                    | Legmagasabb helyezés |
| ------------------------------------- | -------------------- |
| USA Billboard Hot 100                 | 9                    |
| USA Billboard Hot R&B/Hip-Hop Singles | 3                    |
| USA Billboard Hot Dance Singles Sales | 11                   |
| USA Billboard Rhythmic Top 40         | 11                   |
| Új-zélandi RIANZ kislemezlista        | 22                   |